# Championnat du monde de polo 1995
Navigation
Édition précédente Édition suivante
Le championnat du monde de polo 1995, quatrième édition du championnat du monde de polo, a lieu du 22 au 30 juillet 1995 à Saint-Moritz, en Suisse. Il est remporté par le Brésil.